# مارکتشتفت
مارکتشتفت (به آلمانی: Marktsteft) شهری در ایالت بایرن در کشور آلمان است.